# Vila Flor (Rio Grande do Norte)
Pour les articles homonymes, voir Vila Flor (homonymie).
Vila Flor est une municipalité de l'État du Rio Grande do Norte, au Brésil, située dans la microrégion du Littoral Sud. D'après le recensement de 2000, sa population est de 2 599 habitants. Superficie 48 km2.
Coordonnées : 6° 18′ 50″ S, 35° 04′ 37″ O.

## Maires
| Période | Période | Identité                 | Étiquette | Qualité |
| ------- | ------- | ------------------------ | --------- | ------- |
| 2005    | 2012    | Antônio Joaquim de Souza | DEM       |         |